# Ditha philippinensis
Ditha philippinensis är en spindeldjursart som beskrevs av Chamberlin 1929. Ditha philippinensis ingår i släktet Ditha och familjen Tridenchthoniidae. Inga underarter finns listade i Catalogue of Life.